# Païssi von Hilandar
Païssi von Hilandar (bulgarisch Паисий Хилендарски, wissenschaftliche Transliteration Paisij Chilendarski; * 1722 in Bansko; † 1773 bei Ampelino, heute Assenowgrad) war ein bulgarischer Mönch und erster bekannter Geschichtsschreiber seiner Nation und einer der ersten Aktivisten der Bulgarischen Nationalen Wiedergeburt.

## Name
Von Païssi ist nur sein Mönchsname überliefert. Paisi ist ein griechischer Vorname. Zu dieser Zeit war die Bulgarisch-orthodoxe Kirche dem Ökumenischen Patriarchat von Konstantinopel unterstellt. Hilandar ist ein Beiname, der auf seiner Zugehörigkeit zum Kloster Hilandar hinweist, in dem er Mönch wurde. Die heute gebräuchliche bulgarische Version seines Namens ist Paisij Hilendarski.

## Leben

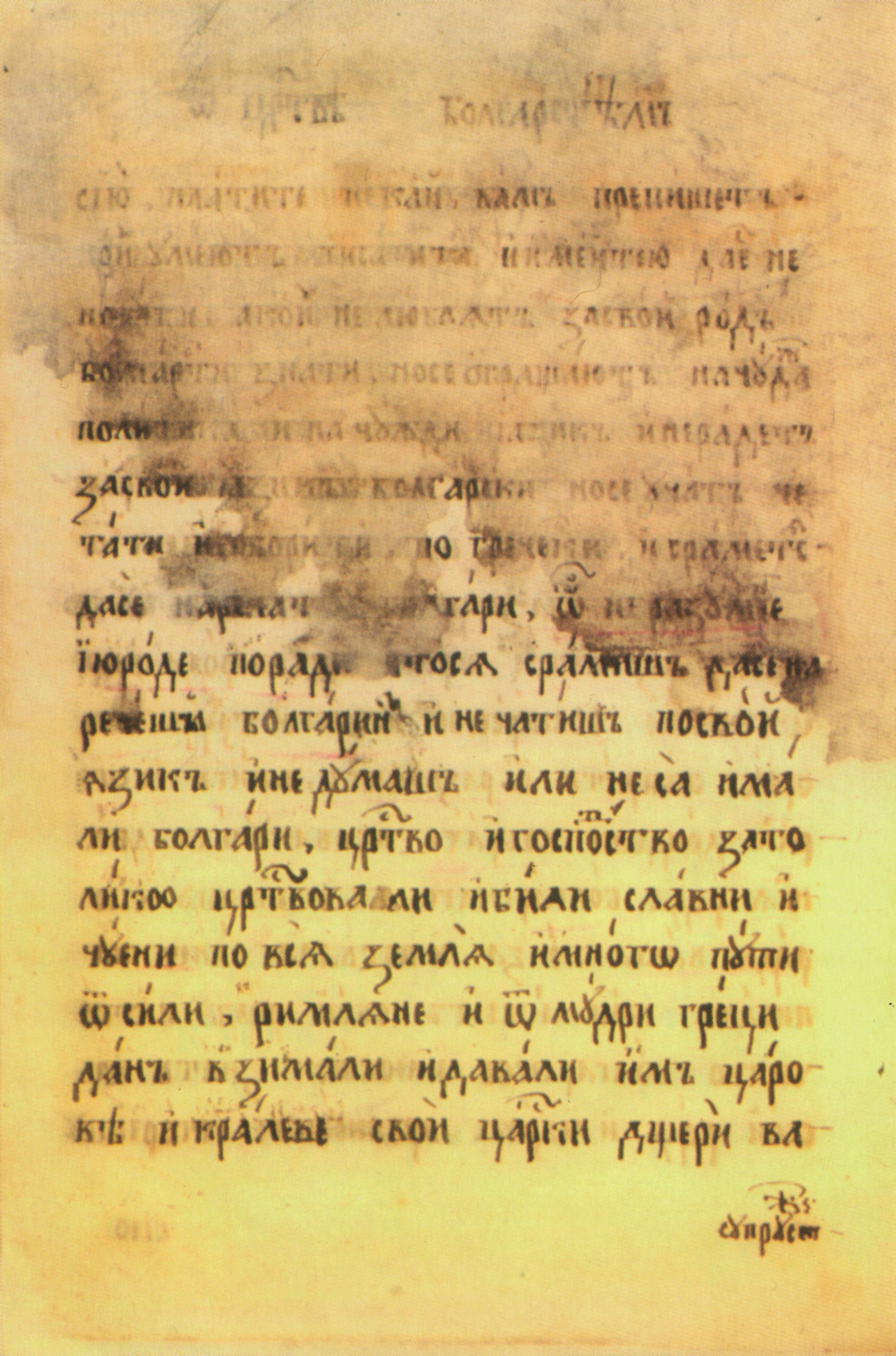
Seite der Slawisch-bulgarischen Geschichte

Païssi wurde 1722 in Bansko im Pirin-Gebirge im heutigen Südwesten Bulgariens geboren. Vermutlich nach einem Aufenthalt im Kloster Rila ging er 1745 als Mönch in das Kloster Hilandar auf dem Athos, in dem sein älterer Bruder Lawrenti Abt war. Nach 1752 wurde Païssi dort zum Hieromonachos geweiht. Er unternahm mehrere Reisen durch Bulgarien, um Spenden für das Kloster zu sammeln.
Im 18. Jahrhundert waren die Klöster von Athos das Zentrum des geistigen Lebens in den christlichen Balkanprovinzen des Osmanischen Reiches. Hier fand Païssi von Hilandar, wie er sich nun nannte, ein neues gesellschaftliches und kulturelles Klima vor. In den Klöstern gab es auch bulgarische Mönche – unter ihnen Verfasser von Chroniken, Buchbinder und Grammatiker. Die Klöster wurden von Gelehrten besucht, von Schriftstellern, Reisenden und Historikern. So drangen allmählich die Ideen der europäischen Kultur und Bildung bis zu den Athos-Klöstern vor.
Ab 1760 begann er an seinem Hauptwerk, der Slawo-bulgarischen Geschichte, zu schreiben. Es war ein wesentlicher Anstoß zur Entwicklung des eigenen Nationalbewusstseins (→ Bulgarische Wiedergeburt) und führte letztlich zur Befreiung Bulgariens 1878, das über ein halbes Jahrtausend von den Osmanen besetzt war. Heute wird der Beginn der Periode der „bulgarischen nationalen Wiedergeburt“ mit seiner Slawisch-bulgarischen Geschichte gleichgesetzt.
1761 wurde er vom Kloster wegen Nachlassangelegenheiten ins damals habsburgisch beherrschte Karlowitz gesandt. Dort konnte er zusätzliche Quellen für sein Werk erschließen. Ab etwa 1764 wurde sein Werk handschriftlich kopiert. Païssi starb 1773 in einem kleinen Dorf bei Ampelino (heute Assenowgrad).

## Wirkung, Nachlass und Ehrungen
Sein Werk wurde erstmals 1844 in Budapest gedruckt.
Das Original der Slawo-bulgarischen Geschichte wird im Kloster des Hl. Georgs aufbewahrt. 1985 gelang es der bulgarischen Staatssicherheit mit der Operation „Maraton“, das Werk aus dem Kloster zu stehlen und nach Bulgarien zu bringen. Nach dem Fall des Kommunismus in Bulgarien gab 1998 der bulgarische Präsident Petar Stojanow das Original dem Kloster zurück.
Nach ihm benannt ist der Paisiy Peak, ein Berg auf der Livingston-Insel in der Antarktis.
Ein Porträt Païssi von Hilandars ist als Motiv für die erste 2-Euro-Serie bulgarischer Euromünzen festgelegt.

## Zitate aus der Slavo-bulgarischen Geschichte
Merkt auf, ihr Leser und Zuhörer, ihr Bulgaren, die ihr bulgarisches Geschlecht und Vaterland liebt und im Herzen habt. Es ist euch vonnöten und nützlich, die Taten euer Väter, eurer Könige und Heiligen gewisslich zu kennen. Es ist euch vonnöten und nützlich, die Taten euer Väter zu kennen, wie alle anderen Völker ihr Geschlecht, Sprache und Geschichte kennen (…). Für euch schrieb ich das, was von eurem Geschlecht und von eurer Sprache bekannt ist. Leset und wisset es, damit ihr von anderen Völkern nicht verspottet und verurteilt werdet (…).
Für euch schrieb ich, die ihr euer Geschlecht und bulgarisches Vaterland liebt und Bescheid zu wissen begehrt über euer Volk und eure Sprache. Schreibt diese Geschichte ab und lasst sie abschreiben (…). Hütet sie, damit sie nicht in Vergessenheit gerät. Aber einige begehren nichts über ihr bulgarisches Volk zu wissen, sondern wenden sich fremder Kultur und einer fremden Sprache zu und sorgen sich nicht um ihre bulgarische Sprache, sondern lernen griechisch lesen und sprechen und schämen sich, sich Bulgaren zu nennen.
Oh, du Uneinsichtiger und (du) Schwachsinniger, weshalb schämst du dich, dich Bulgare zu nennen, und liest nicht in deiner Sprache und sprichst sie nicht? Als ob die Bulgaren kein Königreich und keinen Staat gehabt hätten? Sie haben viele Jahre lang geherrscht, waren ruhmreich und berühmt in der ganzen Welt und haben viele Male die starken Romäer (Byzantiner) und die weisen Griechen gezwungen, Tribute zu zahlen (…). Sie haben Herrscher und Könige gehabt (…). Von allen Slawen waren die Bulgaren die ruhmreichsten, zuerst sie haben einen Zaren gehabt, zuerst sie haben einen Patriarchen gehabt, zuerst sie haben das Christentum angenommen (…).
Aber weswegen schämst du dich (…) deines Volkes und fühlst dich zu einer fremden Sprache hingezogen? (…) Du hast keinerlei Gewinn von der griechischen Weisheit und Kultur. Du, Bulgare, lass dich nicht verführen, kenne dein Volk und deine Sprache und lerne in deiner Sprache.

## Werkausgabe
- Païssi von Chilandar: Slawobulgarische Geschichte. Aus dem Bulgarischen übersetzt, herausgegeben, kommentiert und mit einem Nachwort versehen von Norbert Randow. Insel, Leipzig 1984.